# Yuka Yamazaki
Yuka Yamazaki (jap. 山崎 由加, Yamazaki Yuka; * 29. Juni 1980 in Tokio) ist eine ehemalige japanische Fußballspielerin.

## Karriere

### Verein
Sie begann ihre Karriere bei Nippon TV Beleza, wo sie von 1995 bis 2002 spielte. Sie trug 2000, 2001 und 2002 zum Gewinn der Nihon Joshi Soccer League bei. 2003 folgte dann der Wechsel zu Okayama Yunogo Belle. 2006 beendete sie Spielerkarriere.

### Nationalmannschaft
Yamazaki absolvierte ihr erstes Länderspiel für die japanischen Nationalmannschaft am 31. Mai 2000 gegen Australien. Insgesamt bestritt sie sieben Länderspiele für Japan.

## Errungene Titel
- Nihon Joshi Soccer League: 2000, 2001, 2002